# Albinospila
Albinospila là một chi bướm đêm thuộc họ Geometridae.

## Các loài
- Albinospila floresaria (Walker, 1866)
- Albinospila laticostata Warren
- Albinospila ornatifimbria Warren
- Albinospila oxycentra Meyrick
- Albinospila rhodostigma Warren
- Albinospila syntyche Prout